# رتبه‌های بین‌المللی افغانستان
رتبه‌های بین‌المللی افغانستان در این نوشتار رتبه‌بندی‌های بین‌المللی افغانستان آمده‌است.

## شهرها
مشاور منابع انسانی مرسر: رتبه‌بندی گران‌ترین شهرهای ۲۰۰۸، هیچ‌یک از شهرهای افغانستان در میان ۱۴۳ شهر برتر قرار نگرفته‌است. جمعیت مناطق شهری در رتبه ۱۰۵ قرار دارد.

## جمعیت‌شناسی
از لحاظ بیشترین جمعیت در میان ۲۲۸ کشور و سرزمین، رتبه ۴۳ را به خود اختصاص داده‌است.
سازمان سیا جهانی در گزارش ۲۰۰۸ برآورد کرده‌است که امید به زندگی در کشور از ۲۱۱ کشور و سرزمین در
کل جمعیت مهاجر از بین ۱۹۲ کشور در رتبه ۱۳۷ قرار گرفته‌است.

## اقتصاد
سالنامه رقابت جهانی در سال ۲۰۰۵، کشور در بین ۶۰ اقتصاد برتر رتبه‌بندی نشده‌است.
وال استریت ژورنال: شاخص آزادی اقتصادی ۲۰۰۸، رتبه ۱۵ از ۱۵۷ کشور
اکونومیست: شاخص کیفیت زندگی در سال ۲۰۰۵، در میان ۱۱۱ کشور برتر رتبه‌بندی نشده‌است
مجمع جهانی اقتصاد: گزارش رقابت جهانی ۲۰۰۸–۲۰۰۹، رتبه ۱۲۵ از ۱۲۵ کشور

## محیط
مرکز قانون و سیاست‌های زیست‌محیطی دانشگاه ییل و مرکز دانشگاه بین‌المللی علوم زمین زمین دانشگاه کلمبیا: شاخص پایداری محیط زیست، رتبه نامشخص از ۱۴۶ کشور

## جغرافیا
مساحت کل از ۲۳۳ کشور در رتبه نامشخص قرار دارد

## جهانی سازی
KOF: شاخص جهانی سازی ۲۰۰۷، در ۱۲۲ کشور رتبه‌بندی نشده‌است
AT کرنی / مجله سیاست خارجی: شاخص جهانی سازی ۲۰۰۶، در بین ۶۲ کشور رتبه‌بندی نشده‌است

## نظامی
مرکز مطالعات استراتژیک و بین‌المللی: نیروهای فعال از بین ۱۶۶ کشور در رتبه ۲۷ قرار گرفتند

## سیاسی
شفافیت بین‌الملل: شاخص ادراک فساد ۲۰۰۸، رتبه نامشخص از ۱۸۰ کشور
گزارشگران بدون مرز: شاخص آزادی مطبوعات در سراسر جهان ۲۰۰۸، رتبه نامشخص از ۱۷۳ کشور جهان
شاخص دمکراسی اکونومیست ۲۰۰۷، از بین ۱۶۷ کشور در رتبه نامشخص قرار گرفت

## جامعه
سازمان ملل: شاخص توسعه انسانی ۲۰۰۷، رتبه ۱۷۴ از ۱۸۰ کشور
کودکان را نجات دهید: گزارش مادران جهان ۲۰۰۷، رتبه ۱۱۰ از ۱۱۰ کشور
سازمان بهداشت جهانی: میزان خودکشی، رتبه ۱۰۰ از ۱۰۰ کشور
رضایت دانشگاه لستر از شاخص زندگی ۲۰۰۶، در میان ۱۷۸ کشور برتر رتبه‌بندی نشده‌است

## فناوری
دانشگاه سیاست براون Taubman University Brown 2006: رتبه نامشخص در خدمات آنلاین دولت
تعداد تلفن‌های همراه مورد استفاده در رتبه نامشخص
تعداد کاربران اینترنت باند پهن رتبه نامشخص
واحد اطلاعات اقتصاددان: آمادگی الکترونیکی ۲۰۰۸، رتبه ۴۵ از ۴۵ کشور
شاخص آمادگی شبکه ای مجمع جهانی اقتصاد ۲۰۰۷–۲۰۰۸، رتبه نامشخص از ۱۲۷ کشور
سازمان ملل: شاخص آمادگی دولت الکترونیکی، ۲۰۰۸، رتبه ۵۰ از ۵۰ کشور

## جهانگردی
سازمان جهانی جهانگردی: رتبه‌بندی جهانگردی جهانی ۲۰۰۷، رتبه نامشخص

## حمل و نقل
کل سیستم‌های حمل و نقل سریع در رتبه نامشخص قرار دارند